# Listă de arte marțiale
Kickbox

## Arte marțiale japoneze
- Aikidō
- Karate-dō
- Sumo
- Kyokushinkai
- Judo
- Jiu Jitsu
- Kempo
- Kendō

## Arte marțiale chinezești
- Jeet Kune Do
- Kung-Fu
- Tai Chi Chuan
- Wushu

## Arte marțiale vietnameze
- Vovinam Viet Vo Dao
- Qwan-Ki-Do

## Arte marțiale tailandeze
- Muay Thai

## Arte marțiale coreene
- Tangsudo
- Taekwondo

## Arte marțiale braziliene
- Capoeira
- Jiu-jitsu brazilian